# Андрей Мурешану
Андре́й Муреша́ну (рум. Andrei Mureșanu; 16 листопада 1816, м. Бистриця, Угорське королівство, Австрійська імперія — †12 жовтня 1863, Брашов, Угорське королівство, Австрійська імперія) — румунський поет та революційний діяч Трансільванії (тоді у складі Габсбурзької монархії). Автор тексту національного гімну Румунії.
Народився в родині селян, у місті Блаж вивчав філософію й теологію. Починаючи з 1838 Мурешану був викладачем у Брашові. Свої перші поезії він друкує в часописі Foaia pentru Minte, Inimă și Literatură. Мурешану був одним із діячів революції 1848 року в Трансільванії, взявши участь у делегації Брашова до Асамблеї у місті Блаж у травні 1848. Його поема Deșteaptă-te, române! (Прокинься, румуне) стала гімном революціонерів. Ніколає Белческу назвав поему «Марсельєзою румунів» за її здатність спонукати народ до боротьби. 1989 поема стала національним гімном Румунії.
Після революції Мурешану працював перекладачем у місті Сібіу, написав кілька творів патріотичного спрямування, які було опубліковано в часописі Telegraful Român. 1862 року його вірші було зібрано в одному томі.

## Галерея

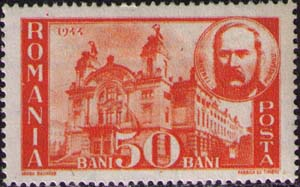
Поштова марка на честь поета (1944 рік)
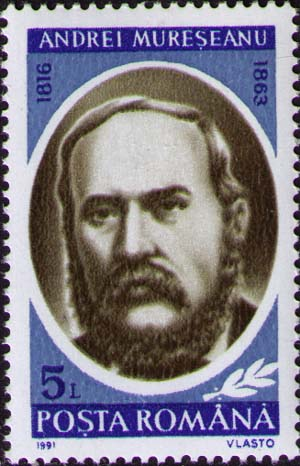
Поштова марка за 1991 рік
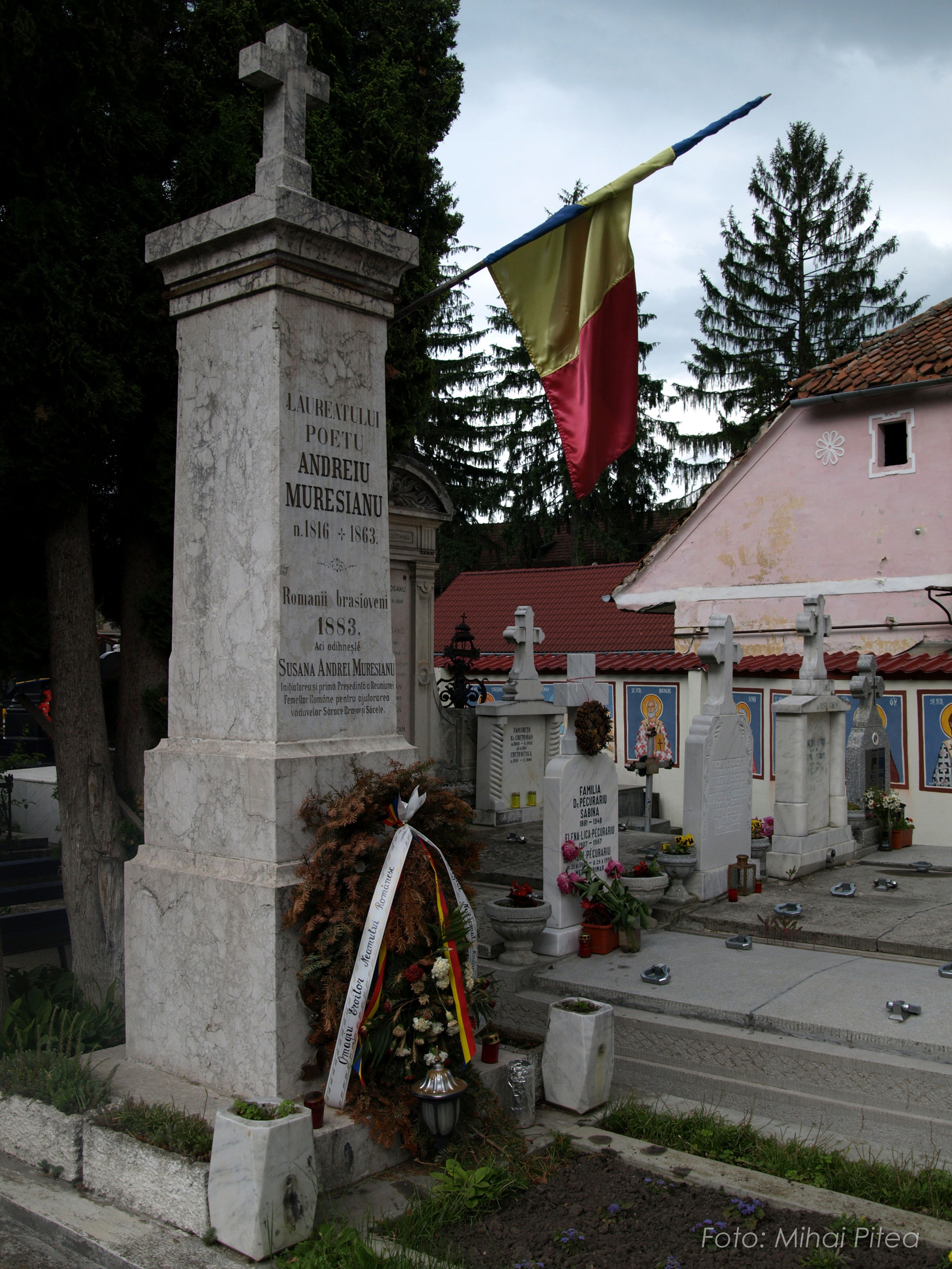
Могила поета в Брашові